# Zwiriwka
Zwiriwka (ukr. Звірівка) – wieś na Ukrainie, w obwodzie kirowohradzkim, w rejonie nowoukraińskim, w hromadzie Nowoukrajinka. W 2001 liczyła 602 mieszkańców.